# Drosophila torrei
Drosophila torrei este o specie de muște din genul Drosophila, familia Drosophilidae, descrisă de Sturtevant în anul 1921.
Este endemică în Cuba. Conform Catalogue of Life specia Drosophila torrei nu are subspecii cunoscute.